# SV St. Georg von 1895

Logo

Der SV St. Georg von 1895 ist ein Sportverein in Hamburg.

## Geschichte

### Gründung bis Erster Weltkrieg
Am 3. Juni 1895 wurde der St. Georger FC 1895 gegründet. Er entstand links (östlich) der Alster aus der Seminarvereinigung Frisch-Auf, aus der im darauf folgenden Jahr rechts der Alster auch noch der FC Hammonia 1896 gegründet wurde. Der Verein ist Gründungsmitglied des DFB und der Handball-Bundesliga. Nach der Aufnahme in den Hamburg-Altonaer Fußball-Bund nahm der St. Georger FC 1895 in der Saison 1896/97 erstmals an dessen Meisterschaft teil, die nur in einer Spielklasse ausgetragen wurde. Sein erstes Punktspiel bestritt St. Georg am 4. Oktober 1896 gegen den Hamburger FC 1888 und verlor mit 0:3. In der Abschlusstabelle belegte St. Georg den siebten und vorletzten Platz.
Bis einschließlich der Saison 1912/13 spielte St. Georg in der höchsten Hamburger Spielklasse (I. Klasse bzw. 1a-Klasse), wobei es in diesen Jahren aber auch keinen automatischen Auf- und Abstieg in die nächsttiefere Spielklasse gab. Erst durch die Schaffung der Norddeutschen Liga zur Saison 1913/14, für die man sich als Tabellenletzter nicht qualifizieren konnte, wurde St. Georg erstmals zweitklassig. Durch den Ausbruch des Ersten Weltkriegs wurde die regionale Liga nach nur einer Saison wieder abgeschafft, wodurch die Hamburg/Altonaer 1a-Klasse erneut ihre alte Stellung als höchste Spielklasse zurückerlangte.
Nach dem Exerzierplatz in Altona und möglicherweise auch auf dem Heiligengeistfeld trug St. Georg seine Heimspiele 1903/04 vor dem Lübecker Tor aus und hatte weiterhin noch zwei Plätze an der Rönnhaidstraße. Ein Jahr später wurden die Punktspiele dann in der Sierichstraße ausgetragen, ab der Saison 1905/06 am Mühlenkamp und in der darauffolgenden Saison am Grevenweg. Spätestens für die Spielzeit 1908/09 erfolgte ein weiterer Umzug zur Schmuckshöhe, 1919/20 (oder früher) zum Sportplatz Hornerweg. In der zweiten Kriegssaison 1915/16 wurde der St. Georger FC erstmals Meister. Zwei Jahre später konnte der Erfolg in einer Kriegsspielgemeinschaft mit dem SC Sperber 1898 wiederholt werden.

### Zwischen den Weltkriegen
Nach der Saison 1918/19 wurde die Spielgemeinschaft mit Sperber wieder gelöst, dafür aber eine neue Vereinigung mit der Hamburger Turnerschaft von 1816 (HT 16) eingegangen. Unter dem Namen St. Georg 1816 gewann sie in der Saison 1921/22 die Meisterschaft in der sechsgleisigen Norddeutschen Liga, Staffel Alsterkreis, und damit die Teilnahme an der Endrunde um die norddeutsche Meisterschaft. 1922 wurde die Spielgemeinschaft mit der HT 16 wieder gelöst, gleichzeitig fand eine Umbenennung in SpVgg. (SV) St. Georg statt.
Bis einschließlich der Saison 1927/28 konnte sich die SpVgg. St. Georg in der höchsten Spielklasse halten und nahm auch im folgenden Spieljahr an der privaten Runde der Zehn gegen die bestehende Verwässerung der Spielstärke rebellierenden Clubs teil. Nach der Reform der höchsten Spielklassen Norddeutschlands im darauffolgenden Frühjahr musste St. Georg erstmals in seiner Vereinsgeschichte absteigen, da 1927/28 nur ein sechster Tabellenplatz erreicht worden war. In die Oberliga wurden nur die ersten fünf beider Staffeln aufgenommen.

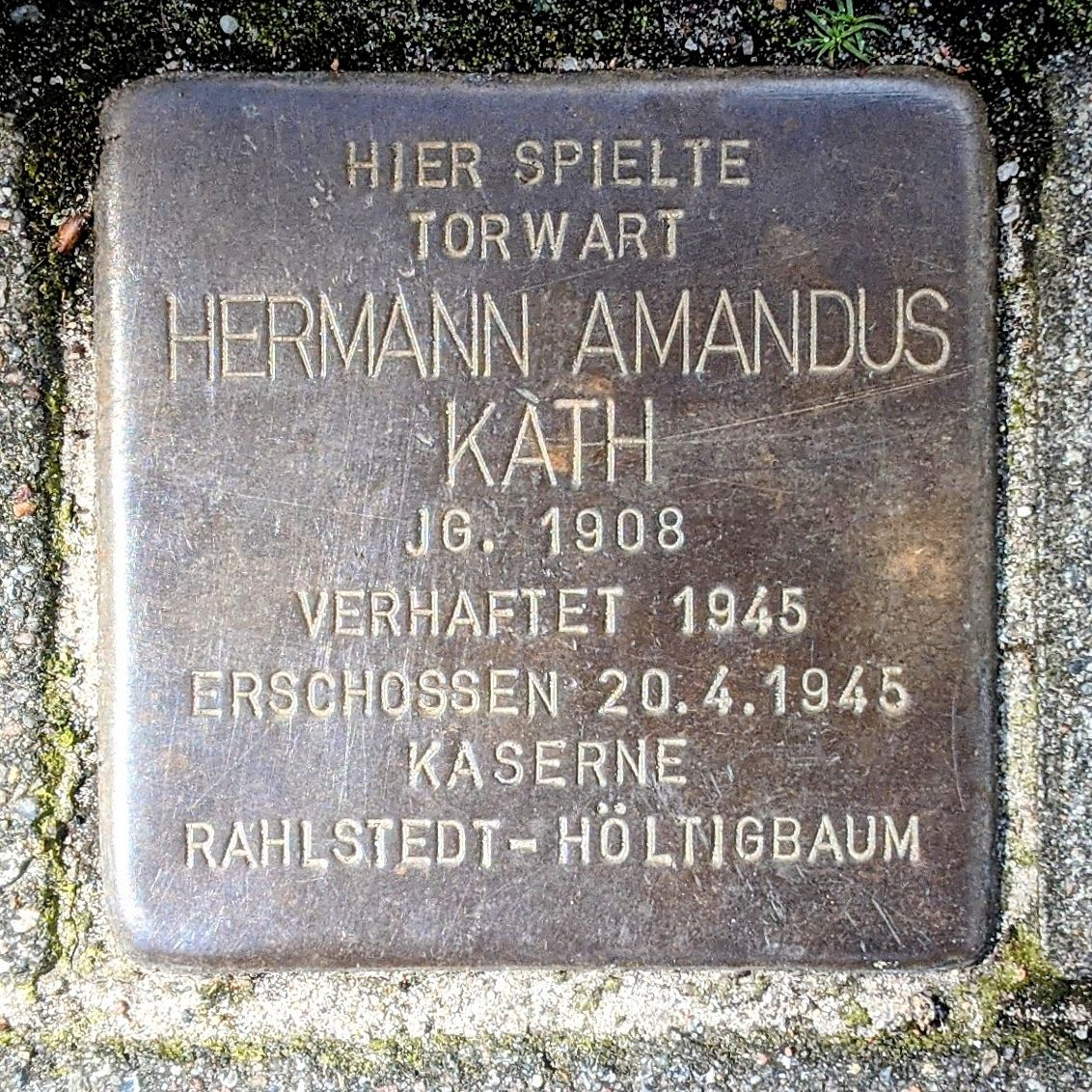
Stolperstein für den Fußballtorwart Hermann Kath, der wenige Tage vor Kriegsende 1945 als Deserteur hingerichtet wurde, vor dem Vereinsheim am Hammer Steindamm

1929/30 wurde St. Georg Meister in der Bezirksliga Hamburg, Alster-Staffel, und stieg nach nur einem Jahr Abwesenheit wieder in die höchste Klasse auf, die jetzt Norddeutsche Oberliga Groß-Hamburg hieß. Ein achter Tabellenplatz im Spieljahr 1932/33 reichte nicht aus, um sich für die neue Gauliga Nordmark zu qualifizieren und der zweite Abstieg erfolgte in die Fußball-Bezirksklasse Groß-Hamburg, Hansa-Staffel. Erst nach Ausbruch des Zweiten Weltkrieges wurde St. Georg wieder erstklassig, aber nur auf Grund einer erneut eingegangenen Kriegsspielgemeinschaft (KSG) mit dem SC Sperber 1898. Nach zwei Jahren in der Gauliga bzw. in Bereichsklasse umbenannten höchsten Spielklasse erfolgte am Ende der Saison 1940/41 der Abstieg in die 1. Klasse Hamburg, Hammonia-Staffel. Nach nur einer Saison gelang der sofortige Aufstieg als Vizemeister. In der letzten Kriegssaison 1944/45 schloss sich die KSG Post/BU (KSG der Vereine Post SG Hamburg und HSV Barmbeck-Uhlenhorst) an, wodurch auch der Name in KSG Alsterdorf, anfangs „Die Vier“ genannt, geändert wurde.

### Nachkriegszeit
Nach Ende des Zweiten Weltkrieges fanden im Herbst 1945 Qualifikationsspiele zur neuen Stadtliga Hamburg statt. Der SV St. Georg erreichte in seiner Staffel nur den fünften Tabellenplatz, wodurch der Club erstmals drittklassig wurde. Im Juni 1946 trat der TS Blau-Weiß 1923 Hamburg dem SV St. Georg bei. Durch die Erringung der Meisterschaft in der A2-Staffel der A-Klasse gelingt der sofortige Aufstieg in die 1. Klasse (2. Liga), Alster-Staffel. Mit der Schaffung der Fußball-Oberliga Nord zur Saison 1947/48 wurde der SV St. Georg erneut drittklassig.
Mit der Erringung der Meisterschaft in der damaligen Verbandsliga Hamburg, Hammonia-Staffel, und dem Aufstieg in Hamburgs höchste Klasse, die damalige Landesliga begann für kurze Zeit eine neue erfolgreiche Epoche in der Vereinsgeschichte. Auf Anhieb wurde als Aufsteiger 1966/67 auch die Hamburger Meisterschaft gewonnen, der Aufstieg in die Regionalliga gelang jedoch nicht. Es folgte der zweite Tabellenplatz ein Jahr später. 1974 verpasste der Verein die Qualifikation für zur neueingeführten Amateur-Oberliga Nord und war danach nur noch viertklassig. Mit der Teilnahme an der 1. Hauptrunde des DFB-Pokals 1975/76 folgte noch ein Höhepunkt. Beim Bundesligisten Arminia Bielefeld schied der Verein nach einer 0:4-Niederlage jedoch aus.
Ab der Saison 1977/78 setzte ein Abwärtstrend ein, der mit dem Abstieg aus der Landesliga (in der folgenden Saison umbenannt in Verbandsliga) in die Verbandsliga Hansa-Staffel, die in Landesliga umbenannt wurde, begann. Auch hier konnte sich der SV St. Georg nicht halten und stieg als Tabellenletzter nochmals ab, jetzt in die Bezirksliga Staffel Ost und dem erneuten Abstieg in die Kreisliga Staffel 1. 1985/86 wurde der absolute Tiefpunkt und der Abstieg aus der Kreisliga Staffel Ost in die Kreisklasse und somit 8. Liga nur dadurch vermieden, das diese Klasse aufgehoben und mit der Kreisliga vereinigt wurde.
Im Jahr 2000 entstand durch die Fusion der Fußballabteilung des SV St. Georg mit der Fußballabteilung des Horner TV der FC St. Georg-Horn, der aber nie ein Verein im juristischen Sinne war, sondern eine Spielgemeinschaft der Fußballabteilungen der beteiligten Vereine. Der FC St. Georg-Horn übernahm den Platz des Horner TV in der Bezirksliga (7. Spielklasse). 2004/05 gelang dem FC St. Georg-Horn dank der Verpflichtung einiger Ex-Profispieler (u. a. Oliver Frederico-Geier, Elard Ostermann) als Meister der Landesliga Hansa-Staffel der Aufstieg in die Hamburger Verbandsliga, die aber nach nur einer Saison wieder mit dem Abstieg und einem finanziellen Desaster endete. Im Frühjahr 2007 wurde die Spielgemeinschaft wieder aufgelöst. Die Spielzeit 2006/07 beendete der FC St. Georg-Horn als Tabellenletzter in der 6. Liga mit 22:184 Toren und nur einem einzigen Sieg aus 34 Spielen.
Der SV St. Georg hat heute wieder eine eigene Fußballabteilung und spielt 2007/08 in der Kreisklasse, während der Horner TV den Startplatz der Spielgemeinschaft in der Bezirksliga einnahm.

## Andere Abteilungen
Erfolgreicher als die Fußballer waren vor allem die Leichtathleten des SV St. Georg. Bei den Olympischen Spielen 1936 in Berlin errang der St. Georger Karl Hein die Goldmedaille im Hammerwurf. In der Boxsportbteilung erlernte der spätere Weltmeister Max Schmeling den Faustkampf, nachdem er zunächst beim Fußball im Tor gestanden hatte. Erfolgreicher als die Fußballer waren auch nach dem Zweiten Weltkrieg die Handballer, die Basketballer und die Leichtathleten, die sich in den jeweiligen Ligen und Ranglisten erstklassig platzieren konnten. So gehörten die Handballherren 1966/67 zu den Gründungsmitgliedern der Handball-Bundesliga. Der Leichtathlet Jens Ulbricht gewann 1966 mit der deutschen 4-mal-400-Meter-Staffel Silber bei den Europameisterschaften. In den Nachkriegsjahren bestand auch eine Hockeyabteilung, die 1950 in der höchsten Hamburger Spielklasse antrat. Bis in die 2000er Jahre bestand auch eine Tischtennisabteilung, die bereits in den 1920er Jahren gegründet wurde. Deren erste Herrenmannschaft spielte nach dem Zweiten Weltkrieg in der Stadtliga, die vor Gründung der Oberliga Nord erstklassig war.

### Basketball
Bereits Mitte der 1960er Jahre spielten die Basketballer des Klubs in der Stadtliga. 1968 wechselte die vollständige Basketballabteilung des USC Paloma zum SV St. Georg, darunter auch Trainer Eli Araman, der St. Georgs Herrenmannschaft 1970 zum Aufstieg in die Basketball-Bundesliga führte. Damit stand erstmals ein Verein aus der Hansestadt in der höchsten bundesdeutschen Spielklasse. Zu den Leistungsträgern der Mannschaft, die 1970/71 unter Aramans Leitung in der Bundesliga antrat, aber den Klassenerhalt verpasste, gehörten Helmut Richter, Peter Heining, Bernd Südkamp und Bernd Lühr.

### Feldhandball
Die Feldhandball-Abteilung spielte ab 1933/34 in der erstklassigen Handball-Gauliga Nordmark. Nach dem Zweiten Weltkrieg spielte der Klub in der Hamburger Stadtliga, der zweithöchsten Spielklasse im Feldhandball. 1966 stieg der Klub in die norddeutsche Oberliga auf. Durch einen 13:10-Sieg im Entscheidungsspiel gegen den Turnverein Hassee-Winterbek konnte man sich im ersten Jahr in der Oberliga halten.

### Hallenhandball
Bei Gründung der Hallenhandball-Bundesliga 1966 gehörte der SV St. Georg zu den acht Gründungsmitgliedern der Nordstaffel. Er musste jedoch gleich in der Premierensaison den Abstieg hinnehmen. Um 1968 war der spätere Co-Trainer der deutschen Handballnationalmannschaft der Männer Adolf Giele als Trainer der Stadtligamannschaften (Damen und Herren) des SV St. Georg tätig.

### Leichtathletik
Neben der Goldmedaille im Hammerwurf von Karl Hein bei den Olympischen Sommerspielen 1936 in Berlin erreichten mehrere St. Georger deutsche Meistertitel:
- 1918 Arthur Reinhardt über 200 Meter
- 1920 Carl August Erler über 400 Meter
- 1922 und 1924 Wilhelm Husen über 5000 Meter
- 1923 Wilhelm Husen im Waldlauf
- 1936, 1937, 1938, 1947 und 1948 Karl Hein im Hammerwurf
- 1936 Vereinsstaffel im 50-km-Gehen
- 1941 Fritz Müller im Zehnkampf und im Fünfkampf
- 1943 Paula Mollenhauer im Diskuswurf
- 1946 Gerhard Luther im Fünfkampf
- 1946 und 1947 Gerhard Luther im Weitsprung
- 1947 Gertrud Schlüter im Fünfkampf
- 1948, 1952, und 1953 Gertrud Kille (geb. Schlüter) im Kugelstoßen
- 1964 Vereinsstaffel über 4-mal 400 Meter
- 1965 Jens Ulbricht über 400 Meter